# (29501) 1997 WQ32
A (29501) 1997 WQ32 a Naprendszer kisbolygóövében található aszteroida. A LINEAR projekt keretében fedezték fel 1997. november 29-én.